# Министерство на иновациите и растежа на България
Министерството на иновациите и растежа (МИР) е държавна институция в България с ранг на министерство.

## История
Създадено е на 13 декември 2021 г. с избирането на правителството на Кирил Петков от XLVII народно събрание. Отговаря за структури като дирекция „Европейски фондове за конкурентоспособност“, Българска банка за развитие (ББР), „Фонд мениджър на финансови инструменти в България“, както и за „София тех парк“.
Основните ресурси на министерството са съсредоточени в работата за ефективно, ефикасно и ориентирано към резултатите използване на фондовете за конкурентоспособност на Европейския съюз и Националния план за възстановяване и устойчивост, както и насърчаване на трансгранични проекти, включително с Европейско финансиране.

## Структура
- Министър
  - Политически кабинет
    - Зам.-министър
      - Дирекция „Насърчителни мрежи и проекти“
        - Отдел „Инвестиционна политика“
        - Отдел „Проекти“
        - Отдел „Насърчителни мрежи“

      - Дирекция „Инструменти за икономически растеж“
      - Дирекция „Политики и анализи“
      - Дирекция „Европейски фондове за конкурентноспособност“
        - Отдел „Програмиране“
        - Отдел „Подбор на проекти и договаряне“
        - Отдел „Публичност и техническа помощ“
        - Отдел „Управление на риска, контрол и сигурност“
        - Отдел „Законосъобразност на процедурите и процесуално представителство“
        - Отдел „Изпълнение на проекти“
        - Отдел „Финансово управление“

    - Главен секретар
      - Обща администрация
        - Дирекция „Връзки с обществеността и протокол“
          - Отдел „Връзки с обществеността“
          - Отдел „Протокол“

        - Дирекция „Финанси и управление на собствеността“
          - Отдел „Бюджет и финанси“
          - Отдел „Управление на собствеността“

        - Дирекция „Правна, човешки ресурси и обществени поръчки“
          - Отдел „Правно-нормативно осигуряване“
          - Отдел „Обществени поръчки“
          - Отдел „Човешки ресурси“

        - Дирекция „Административно и информационно обслужване“
          - Отдел „Координация и деловодство“
          - Отдел „Информационно обслужване“

  - Дирекция „Вътрешен одит“
  - Инспекторат
  - Финансов контрольор
  - Звено по сигурността на информацията